# Edson (Alberta)
Edson est une ville (town) canadienne, située dans le centre-ouest de la province d'Alberta, dans le comté de Yellowhead, à environ 192 km à l'ouest d'Edmonton le long de la route Yellowhead et à 10 km à l'est de l'intersection avec l'Autoroute 47.

## Histoire
La ville a été fondée sous le nom de Heatherwood mais le nom a été changé en 1911 en l'honneur d'Edson Joseph Chamberlin, président de la Compagnie de chemin de fer du Grand Tronc du Canada de 1912 à 1917. Quand Edson a été déclaré comme le centre local pour le chemin de fer, des communautés plus petites telles que Rosevear (abandonné), Wolf Creek, Carrot Creek et Niton Junction ont commencé à décliner. Durant les années 1950, l'Autoroute 16 (aussi connu sous le nome de Yellowhead Highway) a été amélioré et ceci a causé une augmentation rapide dans le trafic privé, commercial et industriel. Aujourd'hui, l'Autoroute 16 est l'une des autoroutes les plus achalandés en Alberta et a été déclaré comme deuxième route transcanadienne. Durant les années 1970, l'industrie du charbon a été revitalisée et les mines de Cardinal River Coal et Luscar Sterco ont été ouvertes dans la région. Durant les années 1980, Pelican Spruce Mills (maintenant Weyerhaeuser Canada) et Sundance Forest Industries (maintenant Edson Forest Products, une division de West Fraser Mills Ltd.) sont devenus deux des plus grands employeurs à Edson. Les comtés de Glenwood et de Grande Prairie Trail ont été annexés du comté de Yellowhead par Edson le 1er janvier 1984,.

## Géographie

### Situation
Edson est situé dans la vallée de la rivière McLeod, immédiatement à l'est du contrefort des Rocheuses canadiennes. Le paysage alentour est composé de forêt taiga avec des collines de sables et des muskegs. Edson est situé à une altitude de 925 mètres (3 035 pieds). Deux parcs provincial sont situés à l'ouest d'Edson: le Parc provincial de Sundance au long du Cric de Sundance et le parc provincial des lacs d'Obed.

### Démographique
| Année | Population | ±%   |
| ----- | ---------- | ---- |
| 1996  | 7 399      | -    |
| 2001  | 7 585      | +2,5 |
| 2006  | 8 098      | +6,8 |
| 2011  | 8 475      | +4,7 |
| 2016  | 8 414      | -0,7 |

Durant le Recensement du Canada de 2016 de Statistiques Canada, la ville d’Edson a compté une population de 8 414 personnes vivant dans 3 359 de ses 3 762 logements privés, un changement de -0,7 % en population comparé à la population de 8 475 habitants en 2011. Avec une aire de surface de 29,72 km2 (11,47 milles2), Edson avait une densité de 283,1 hab./km2 (742,1 hab./milles2) en 2016.
Le recensement municipal d’Edson de 2012 a compté une population de 8 646 habitants
Dans le Recensement du Canada de 2011, la ville d’Edson avait une population de 8 475 personnes vivant dans 3 386 de ses 3 701 logements privés, un changement de 4,7 % comparé à sa population de 8 098 en 2006. Avec une aire de surface de 29,58 km2, (11,42 milles2) Edson avait une densité de 286,5 hab./km2 (742,1 hab./milles2) en 2011

### Climat
Puisque Edson est situé à une élévation élevée, la ville a un climat subarctique (Classification de Köppen). La température la plus élevée enregistré à Edson était de 37,2 °C (99 °F) le 2 juillet 1924. La température la plus froide enregistré à Edson était de −48,3 °C (−55 °F) le 22 janvier 1943, et le 14 janvier 1950.
| Mois                              | jan.  | fév.  | mars  | avril | mai   | juin  | jui.  | août  | sep.  | oct.  | nov.  | déc.  | année   |
| --------------------------------- | ----- | ----- | ----- | ----- | ----- | ----- | ----- | ----- | ----- | ----- | ----- | ----- | ------- |
| Température minimale moyenne (°C) | −18,2 | −16,1 | −10,2 | −3,7  | 1,4   | 5,7   | 7,6   | 6,8   | 1,8   | −3,5  | −12,1 | −17,5 | −4,8    |
| Température moyenne (°C)          | −11,8 | −9,2  | −3,3  | 3,5   | 8,9   | 12,6  | 14,6  | 13,7  | 8,8   | 3,4   | −6    | −11,2 | 2       |
| Température maximale moyenne (°C) | −5,2  | −2,2  | 3,6   | 10,6  | 16,2  | 19,4  | 21,6  | 20,6  | 15,7  | 10,3  | 0,1   | −5    | 8,8     |
| Record de froid (°C)              | −48,3 | −47,3 | −41,1 | −34,4 | −13,3 | −6,7  | −3,9  | −3,9  | −18,3 | −34,6 | −39,2 | −47,8 | −48,3   |
| Record de chaleur (°C)            | 15,6  | 19,4  | 22,2  | 30    | 33,3  | 36,7  | 37,2  | 33,4  | 33    | 28,9  | 20,6  | 16,7  | 37,2    |
| Ensoleillement (h)                | 84,5  | 112,1 | 155,3 | 210,2 | 243,2 | 251,5 | 278,1 | 245,8 | 169,2 | 148   | 95,1  | 73,7  | 2 066,8 |
| Précipitations (mm)               | 26,4  | 14,2  | 20    | 23,6  | 57,9  | 106,7 | 106,2 | 82,2  | 62,6  | 23,2  | 18,5  | 20,9  | 562,4   |
| dont pluie (mm)                   | 1,4   | 0,5   | 3     | 12,9  | 52,2  | 106,7 | 106,2 | 82,2  | 56,7  | 11,4  | 2,5   | 0,7   | 436,3   |
| dont neige (cm)                   | 35,8  | 22,3  | 25,8  | 13,8  | 6,4   | 0     | 0     | 0,1   | 6,7   | 13,4  | 22,3  | 30    | 176,5   |

## Économie
L'économie locale est basée sur l'exploitation du charbon, du pétrole, du gaz naturel et forestière.

## Sports
Jusqu'en 2017, le plus grand tournoi de softball du Canada se tenait annuellement au mois d'août à Edson,.

## Infrastructure
Edson est connecté à l'Autoroute 16 (aussi connu sous le nom de Yellowhead Highway) de l'est à l'ouest et est connecté à Coal Valley par l'Autoroute 47 au sud.
Le Canadien de Via Rail Canada appelle à la gare de train d'Edson trois fois par semaine de chaque direction.

## Éducation
Grande Yellowhead Public School Division No. 77
- Mary Bergeron Elementary School (K-6 Anglais)
- Parkland Composite High School (9-12 Anglais, Français)
- École Pine Grove Middle School (6-8 Anglais, Français)
- Westhaven Elementary School (K-5 Anglais, Français)

Living Waters Catholic Regional Division No. 42
- Holy Redeemer Junior Senior Catholic High School (7-12 Anglais)
- Vanier Community Catholic School (K-6 Anglais)

École privée
- Yellowhead Koinonia Christian School (K-12 Anglais)

## Médias
Edson a deux journaux locaux hebdomadaires : Edson Leader et The Weekly Anchor.